# Lista de programas exibidos pelo Adult Swim (Brasil)
Esta é uma lista de programas de televisão transmitidos anteriormente ou atualmente pelo canal de televisão por assinatura, Adult Swim, no Brasil. A lista não inclui os programas exibidos nos blocos do Adult Swim nos canais Cartoon Network, I.Sat, TBS e Warner Channel.

## Programação atual

### Programação original

#### Animada
| Título                                                          | Data de estreia        | Temporada atual | Fonte(s)                                                                    |
| --------------------------------------------------------------- | ---------------------- | --------------- | --------------------------------------------------------------------------- |
| Ambient Swim                                                    | 3 de setembro de 2024  | 1               | [ 2 ] [ 3 ] [ 4 ] [ 5 ] [ 6 ] [ 7 ] [ 8 ] [ 9 ] [ 10 ] [ 11 ] [ 12 ] [ 13 ] |
| Common Side Effects                                             | 3 de fevereiro de 2025 | 1               | [ 2 ] [ 3 ] [ 4 ] [ 5 ] [ 6 ] [ 7 ] [ 8 ] [ 9 ] [ 10 ] [ 11 ] [ 12 ] [ 13 ] |
| Mike Tyson Mysteries                                            | 1 de novembro de 2023  | 2               | [ 2 ] [ 3 ] [ 4 ] [ 5 ] [ 6 ] [ 7 ] [ 8 ] [ 9 ] [ 10 ] [ 11 ] [ 12 ] [ 13 ] |
| Momma Named Me Sheriff                                          | 25 de maio de 2024     | 2               | [ 2 ] [ 3 ] [ 4 ] [ 5 ] [ 6 ] [ 7 ] [ 8 ] [ 9 ] [ 10 ] [ 11 ] [ 12 ] [ 13 ] |
| Mr. Pickles                                                     | 31 de outubro de 2023  | 4               | [ 2 ] [ 3 ] [ 4 ] [ 5 ] [ 6 ] [ 7 ] [ 8 ] [ 9 ] [ 10 ] [ 11 ] [ 12 ] [ 13 ] |
| Oh My God... Yes! A Series of Extremely Relatable Circumstances | 10 de março de 2025    | 1               | [ 2 ] [ 3 ] [ 4 ] [ 5 ] [ 6 ] [ 7 ] [ 8 ] [ 9 ] [ 10 ] [ 11 ] [ 12 ] [ 13 ] |
| Primal                                                          | 31 de outubro de 2023  | 2               | [ 2 ] [ 3 ] [ 4 ] [ 5 ] [ 6 ] [ 7 ] [ 8 ] [ 9 ] [ 10 ] [ 11 ] [ 12 ] [ 13 ] |
| Rick and Morty                                                  | 31 de outubro de 2023  | 6               | [ 2 ] [ 3 ] [ 4 ] [ 5 ] [ 6 ] [ 7 ] [ 8 ] [ 9 ] [ 10 ] [ 11 ] [ 12 ] [ 13 ] |
| Robot Chicken                                                   | 31 de outubro de 2023  | 9               | [ 2 ] [ 3 ] [ 4 ] [ 5 ] [ 6 ] [ 7 ] [ 8 ] [ 9 ] [ 10 ] [ 11 ] [ 12 ] [ 13 ] |
| Smiling Friends                                                 | 31 de outubro de 2023  | 2               | [ 2 ] [ 3 ] [ 4 ] [ 5 ] [ 6 ] [ 7 ] [ 8 ] [ 9 ] [ 10 ] [ 11 ] [ 12 ] [ 13 ] |
| Space Ghost Coast to Coast                                      | 1 de novembro de 2023  | 3               | [ 2 ] [ 3 ] [ 4 ] [ 5 ] [ 6 ] [ 7 ] [ 8 ] [ 9 ] [ 10 ] [ 11 ] [ 12 ] [ 13 ] |
| Teenage Euthanasia                                              | 6 de janeiro de 2024   | 2               | [ 2 ] [ 3 ] [ 4 ] [ 5 ] [ 6 ] [ 7 ] [ 8 ] [ 9 ] [ 10 ] [ 11 ] [ 12 ] [ 13 ] |
| Women Wearing Shoulder Pads                                     | 18 de agosto de 2025   | 1               | [ 2 ] [ 3 ] [ 4 ] [ 5 ] [ 6 ] [ 7 ] [ 8 ] [ 9 ] [ 10 ] [ 11 ] [ 12 ] [ 13 ] |
| Programação do Toonami                                          |                        |                 |                                                                             |
| Lazarus                                                         | 7 de abril de 2025     | 1               | [ 14 ]                                                                      |

### Programação do Cartoon Network
| Título                        | Data de estreia       | Fonte(s) |
| ----------------------------- | --------------------- | -------- |
| Samurai Jack (temporadas 1–4) | 1 de novembro de 2023 | [ 15 ]   |

### Programação adquirida
| Título                             | Data de estreia        | Temporada atual | Fonte(s)                                                                                          |
| ---------------------------------- | ---------------------- | --------------- | ------------------------------------------------------------------------------------------------- |
| Batman Beyond                      | 30 de setembro de 2024 | 1               | [ 16 ] [ 17 ] [ 18 ] [ 19 ] [ 20 ] [ 21 ] [ 22 ] [ 23 ] [ 24 ] [ 25 ]                             |
| Bravest Warriors                   | 30 de maio de 2025     | 1               | [ 16 ] [ 17 ] [ 18 ] [ 19 ] [ 20 ] [ 21 ] [ 22 ] [ 23 ] [ 24 ] [ 25 ]                             |
| Fugget About It                    | 14 de julho de 2025    | 1               | [ 16 ] [ 17 ] [ 18 ] [ 19 ] [ 20 ] [ 21 ] [ 22 ] [ 23 ] [ 24 ] [ 25 ]                             |
| Green Lantern: The Animated Series | 1 de julho de 2024     | 1               | [ 16 ] [ 17 ] [ 18 ] [ 19 ] [ 20 ] [ 21 ] [ 22 ] [ 23 ] [ 24 ] [ 25 ]                             |
| Harley Quinn                       | 31 de outubro de 2023  | 4               | [ 16 ] [ 17 ] [ 18 ] [ 19 ] [ 20 ] [ 21 ] [ 22 ] [ 23 ] [ 24 ] [ 25 ]                             |
| Scavengers Reign                   | 1 de novembro de 2024  | 1               | [ 16 ] [ 17 ] [ 18 ] [ 19 ] [ 20 ] [ 21 ] [ 22 ] [ 23 ] [ 24 ] [ 25 ]                             |
| Sociedade da Virtude               | 1 de novembro de 2023  | 4               | [ 16 ] [ 17 ] [ 18 ] [ 19 ] [ 20 ] [ 21 ] [ 22 ] [ 23 ] [ 24 ] [ 25 ]                             |
| Teen Titans                        | 4 de novembro de 2024  | 2               | [ 16 ] [ 17 ] [ 18 ] [ 19 ] [ 20 ] [ 21 ] [ 22 ] [ 23 ] [ 24 ] [ 25 ]                             |
| Young Justice                      | 31 de outubro de 2023  | 4               | [ 16 ] [ 17 ] [ 18 ] [ 19 ] [ 20 ] [ 21 ] [ 22 ] [ 23 ] [ 24 ] [ 25 ]                             |
| Programação do Toonami             |                        |                 |                                                                                                   |
| Black Clover                       | 15 de julho de 2025    | 1               | [ 26 ] [ 27 ] [ 28 ] [ 29 ] [ 30 ] [ 31 ] [ 32 ] [ 33 ] [ 34 ] [ 35 ] [ 36 ] [ 37 ] [ 38 ] [ 39 ] |
| Blue Lock                          | 1 de julho de 2025     | 1               | [ 26 ] [ 27 ] [ 28 ] [ 29 ] [ 30 ] [ 31 ] [ 32 ] [ 33 ] [ 34 ] [ 35 ] [ 36 ] [ 37 ] [ 38 ] [ 39 ] |
| Diários de uma Apotecária          | 12 de agosto de 2025   | 1               | [ 26 ] [ 27 ] [ 28 ] [ 29 ] [ 30 ] [ 31 ] [ 32 ] [ 33 ] [ 34 ] [ 35 ] [ 36 ] [ 37 ] [ 38 ] [ 39 ] |
| Dragon Ball Z                      | 31 de outubro de 2023  | 1               | [ 26 ] [ 27 ] [ 28 ] [ 29 ] [ 30 ] [ 31 ] [ 32 ] [ 33 ] [ 34 ] [ 35 ] [ 36 ] [ 37 ] [ 38 ] [ 39 ] |
| Frieren e a Jornada para o Além    | 4 de agosto de 2025    | 1               | [ 26 ] [ 27 ] [ 28 ] [ 29 ] [ 30 ] [ 31 ] [ 32 ] [ 33 ] [ 34 ] [ 35 ] [ 36 ] [ 37 ] [ 38 ] [ 39 ] |
| Haikyu!!                           | 27 de maio de 2025     | 1               | [ 26 ] [ 27 ] [ 28 ] [ 29 ] [ 30 ] [ 31 ] [ 32 ] [ 33 ] [ 34 ] [ 35 ] [ 36 ] [ 37 ] [ 38 ] [ 39 ] |
| JoJo’s Bizarre Adventure           | 11 de novembro de 2024 | 1               | [ 26 ] [ 27 ] [ 28 ] [ 29 ] [ 30 ] [ 31 ] [ 32 ] [ 33 ] [ 34 ] [ 35 ] [ 36 ] [ 37 ] [ 38 ] [ 39 ] |
| Naruto                             | 31 de outubro de 2023  | 1               | [ 26 ] [ 27 ] [ 28 ] [ 29 ] [ 30 ] [ 31 ] [ 32 ] [ 33 ] [ 34 ] [ 35 ] [ 36 ] [ 37 ] [ 38 ] [ 39 ] |
| One Piece                          | 1 de abril de 2024     | 1               | [ 26 ] [ 27 ] [ 28 ] [ 29 ] [ 30 ] [ 31 ] [ 32 ] [ 33 ] [ 34 ] [ 35 ] [ 36 ] [ 37 ] [ 38 ] [ 39 ] |
| Os Cavaleiros do Zodíaco           | 1 de fevereiro de 2024 | 1               | [ 26 ] [ 27 ] [ 28 ] [ 29 ] [ 30 ] [ 31 ] [ 32 ] [ 33 ] [ 34 ] [ 35 ] [ 36 ] [ 37 ] [ 38 ] [ 39 ] |

## Programação anterior

### Programação original

#### Animação
| Título                     | Data de estreia         | Data final             | Nota(s) / Fonte(s)       |
| -------------------------- | ----------------------- | ---------------------- | ------------------------ |
| Birdgirl                   | 7 de setembro de 2024   | 13 de setembro de 2024 | [ 40 ]                   |
| Invincible Fight Girl      | 4 de novembro de 2024   | 2 de dezembro de 2024  | [ nota 5 ] [ 41 ]        |
| Royal Crackers             | 31 de outubro de 2023   | 30 de junho de 2024    | [ 4 ]                    |
| Samurai Jack (temporada 5) | 6 de abril de 2024      | 5 de maio de 2025      | [ nota 6 ] [ 42 ]        |
| The Jellies!               | 10 de fevereiro de 2024 | 31 de janeiro de 2025  | [ nota 7 ] [ 43 ]        |
| Tuca & Bertie              | 1 de abril de 2024      | 11 de abril de 2025    | [ 44 ]                   |
| Unicorn: Warriors Eternal  | 4 de novembro de 2023   | 1 de setembro de 2024  | [ 45 ]                   |
| YOLO                       | 30 de março de 2024     | 14 de agosto de 2024   | [ nota 8 ] [ 46 ] [ 47 ] |
| Programação do Toonami     |                         |                        |                          |
| FLCL                       | 2 de junho de 2024      | 30 de novembro de 2024 | [ 48 ]                   |
| Housing Complex C          | 26 de dezembro de 2023  | 1 de agosto de 2024    | [ nota 9 ] [ 49 ] [ 50 ] |
| Ninja Kamui                | 18 de fevereiro de 2024 | 2 de novembro de 2024  | [ nota 10 ] [ 51 ]       |
| Uzumaki                    | 29 de setembro de 2024  | 31 de outubro de 2024  | [ 52 ]                   |

### Programação adquirida
| Título                                  | Data de estreia         | Data final             | Nota(s)                   |
| --------------------------------------- | ----------------------- | ---------------------- | ------------------------- |
| Adventure Time: Fionna and Cake         | 2 de março de 2024      | 9 de março de 2024     | [ nota 11 ] [ 53 ] [ 54 ] |
| Batman: The Animated Series             | 31 de outubro de 2023   | 28 de junho de 2024    | [ 55 ]                    |
| Clone High                              | 17 de fevereiro de 2024 | 1 de agosto de 2025    | [ nota 12 ] [ 56 ]        |
| Fired on Mars                           | 4 de maio de 2024       | 18 de julho de 2024    | [ nota 13 ] [ 57 ]        |
| Only You: An Animated Shorts Collection | 6 de julho de 2024      | 27 de julho de 2024    | [ 58 ]                    |
| Poor Devil                              | 6 de junho de 2024      | 26 de dezembro de 2024 | [ 59 ]                    |
| Ten Year Old Tom                        | 20 de julho de 2024     | 27 de setembro de 2024 | [ 20 ]                    |
| Velma                                   | 1 de abril de 2024      | 5 de abril de 2024     | [ nota 14 ] [ 60 ]        |
| Young Justice: Outsiders                | 26 de maio de 2024      | 10 de novembro de 2024 | [ 61 ]                    |
| Programação do Toonami                  |                         |                        |                           |
| Boruto: Naruto Next Generations         | 3 de fevereiro de 2025  | 16 de maio de 2025     | [ 62 ]                    |
| Death Note                              | 31 de outubro de 2023   | 31 de dezembro de 2024 | [ 26 ]                    |
| Dragon Ball Daima                       | 25 de abril de 2025     | 30 de junho de 2025    | [ nota 15 ] [ 63 ]        |
| Yashahime: Princess Half-Demon          | 31 de outubro de 2023   | 30 de outubro de 2024  | [ nota 16 ]               |

### Programação do Cartoon Network
| Título                               | Datas de estreia       | Data final            | Fonte(s)            |
| ------------------------------------ | ---------------------- | --------------------- | ------------------- |
| Courage the Cowardly Dog             | 31 de outubro de 2023  | 31 de julho de 2025   | [ a ] [ 64 ] [ 65 ] |
| Cow and Chicken                      | 31 de outubro de 2023  | 15 de agosto de 2025  | [ a ] [ 64 ] [ 65 ] |
| Dexter's Laboratory                  | 31 de outubro de 2023  | 25 de janeiro de 2025 | [ a ] [ 64 ] [ 65 ] |
| Ed, Edd n Eddy                       | 4 de novembro de 2023  | 15 de agosto de 2025  | [ a ] [ 64 ] [ 65 ] |
| Freakazoid!                          | 3 de fevereiro de 2025 | 11 de abril de 2025   | [ a ] [ 64 ] [ 65 ] |
| The Grim Adventures of Billy & Mandy | 31 de outubro de 2023  | 25 de janeiro de 2025 | [ a ] [ 64 ] [ 65 ] |
| Johnny Bravo                         | 3 de fevereiro de 2025 | 11 de abril de 2025   | [ a ] [ 64 ] [ 65 ] |

### Programação especial
| Título                        | Exibido originalmente (no Adult Swim) | Descrição                                                                                |
| ----------------------------- | ------------------------------------- | ---------------------------------------------------------------------------------------- |
| Creature Commandos            | 5 de dezembro de 2024                 | Exibido o primeiro episódio para a estreia da série animada.                             |
| Justice League                | 18 de abril de 2025                   | Exibidos os episódios 18 e 19 em comemoração ao Superman Day.                            |
| Rick and Morty: The Anime     | 23 de agosto de 2024                  | Primeiro episódio exibido como uma programação promocional da estreia da série de anime. |
| Superman: The Animated Series | 18 de abril de 2025                   | Exibidos os episódios 9 e 10 em comemoração ao Superman Day.                             |

## Curtas-metragens e especiais

### Especiais originais
| Título                                              | Exibido originalmente | Descrição                                                        |
| --------------------------------------------------- | --------------------- | ---------------------------------------------------------------- |
| Rick and Morty: The Great Yokai Battle of Akihabara | 2024                  | Curta-metragem animado baseado em Rick and Morty.                |
| Rick and Morty: Samurai & Shogun                    | 2024                  | Curta-metragem animado em duas partes baseado em Rick and Morty. |
| Rick and Morty: Summer Meets God (Rick Meets Evil)  | 2024                  | Curta-metragem animado baseado em Rick and Morty.                |
| Rick and Morty: Summer's Sleepover                  | 2024                  | Curta-metragem em stop-motion baseado em Rick and Morty.         |
| Rick and Morty vs. Genocider                        | 2024                  | Curta-metragem animado baseado em Rick and Morty.                |
| Rick and Morty: A Very Merry Rickmas Yule Log       | 2024                  | Curta-metragem especial de Natal, baseado em Rick and Morty.     |

### Curtas e especiais adquiridos
| Título                                         | Exibido originalmente | Descrição                                                                                  |
| ---------------------------------------------- | --------------------- | ------------------------------------------------------------------------------------------ |
| DC Showcase: Adam Strange                      | 2024                  | Curta-metragem parte da coleção DC Showcase. Estreou em 28 de julho de 2024.               |
| DC Showcase: Constantine: The House of Mystery | 2024                  | Curta-metragem parte da coleção DC Showcase. Estreou em 16 de junho de 2024.               |
| DC Showcase: Death                             | 2024                  | Curta-metragem parte da coleção DC Showcase. Estreou em 28 de julho de 2024.               |
| DC Showcase: The Phantom Stranger              | 2024                  | Curta-metragem parte da coleção DC Showcase. Estreou em 28 de julho de 2024.               |
| DC Showcase: Sgt. Rock                         | 2024                  | Curta-metragem parte da coleção DC Showcase. Estreou em 28 de julho de 2024.               |
| Sociedade da Virtude Salva o Natal!            | 2024                  | Especial de fim de ano baseado em Sociedade da Virtude. Estreou em 13 de dezembro de 2024. |

## Filmes
| Título                                                      | Exibido originalmente | Descrição |
| ----------------------------------------------------------- | --------------------- | --- |
| All-Star Superman                                           | 2024                  | Estreou em 1 de dezembro de 2024. |
| Batman: Assault on Arkham                                   | 2024                  | Estreou em 19 de maio de 2024. |
| Batman: Bad Blood                                           | 2024                  | Estreou em 7 de janeiro de 2024. |
| Batman: Death in the Family                                 | 2024                  | Estreou em 28 de julho de 2024. |
| Batman: Gotham by Gaslight                                  | 2024                  | Estreou em 21 de setembro de 2024. |
| Batman: Gotham Knight                                       | 2025                  | Estreou em 29 de março de 2025. |
| Batman: Hush                                                | 2024                  | Estreou em 12 de maio de 2024. |
| Batman: Mask of the Phantasm                                | 2023                  | Estreou em 5 de novembro de 2023. |
| Batman: Mystery of the Batwoman                             | 2023                  | Estreou em 10 de dezembro de 2023. |
| Batman: The Dark Knight Returns                             | 2024                  | A primeira parte do filme estreou em 18 de agosto de 2024. A segunda parte estreou em 25 de agosto de 2024.                                    |
| Batman: The Killing Joke                                    | 2024                  | Estreou em 21 de julho de 2024. |
| Batman: The Long Halloween                                  | 2024                  | A primeira parte estreou em 10 de março de 2024. A segunda parte estreou em 24 de março de 2024.                                               |
| Batman: Return of the Caped Crusaders                       | 2024                  | Estreou em 8 de setembro de 2024. |
| Batman: Soul of the Dragon                                  | 2024                  | Estreou em 4 de agosto de 2024. |
| Batman: Under the Red Hood                                  | 2024                  | Estreou em 29 de setembro de 2024. |
| Batman: Year One                                            | 2025                  | Estreou em 4 de maio de 2025. |
| Batman Unlimited: Animal Instincts                          | 2025                  | Estreou em 18 de maio de 2025. |
| Batman Unlimited: Monster Mayhem                            | 2025                  | Estreou em 1 de junho de 2025. |
| Batman & Mr. Freeze: SubZero                                | 2023                  | Estreou em 3 de dezembro de 2023. |
| Batman and Harley Quinn                                     | 2024                  | Estreou em 14 de janeiro de 2024. |
| Batman and Superman: Battle of the Super Sons               | 2025                  | Estreou em 22 de fevereiro de 2025. |
| Batman Ninja                                                | 2024                  | Estreou em 14 de julho de 2024. |
| Batman vs. Robin                                            | 2023                  | Estreou em 24 de dezembro de 2023. |
| Batman vs. Teenage Mutant Ninja Turtles                     | 2025                  | Estreou em 2 de março de 2025. |
| Batman vs. Two-Face                                         | 2024                  | Estreou em 15 de setembro de 2024. |
| Batman Beyond: Return of the Joker                          | 2023                  | Estreou em 31 de dezembro de 2023. |
| Constantine: City of Demons                                 | 2024                  | Estreou em 17 de março de 2024. |
| Dexter's Laboratory: Ego Trip                               | 2024                  | Estreou em 3 de fevereiro de 2024, seguido de uma maratona especial dos seis primeiros episódios da terceira temporada de Dexter's Laboratory. |
| The Death of Superman                                       | 2024                  | Estreou em 7 de abril de 2024. |
| Green Lantern: Beware My Power                              | 2024                  | Estreou em 31 de março de 2024. |
| Green Lantern: Emerald Knights                              | 2024                  | Estreou em 8 de dezembro de 2024. |
| Green Lantern: First Flight                                 | 2024                  | Estreou em 28 de dezembro de 2024. |
| Injustice                                                   | 2024                  | Estreou em 1 de setembro de 2024. |
| Justice League: Crisis on Two Earths                        | 2024                  | Estreou em 14 de abril de 2024. |
| Justice League: Doom                                        | 2024                  | Estreou em 5 de maio de 2024. |
| Justice League: The Flashpoint Paradox                      | 2023                  | Estreou em 12 de novembro de 2023. |
| Justice League: Gods and Monsters                           | 2025                  | Estreou em 5 de janeiro de 2025. |
| Justice League: Throne of Atlantis                          | 2023                  | Estreou em 26 de novembro de 2023. |
| Justice League: War                                         | 2023                  | Estreou em 19 de novembro de 2023. |
| Justice League Dark                                         | 2024                  | Estreou em 4 de fevereiro de 2024. |
| Justice League Dark: Apokolips War                          | 2024                  | Estreou em 9 de junho de 2024. |
| Justice League vs. Teen Titans                              | 2024                  | Estreou em 21 de janeiro de 2024. |
| Justice League vs. the Fatal Five                           | 2024                  | Estreou em 28 de janeiro de 2024. |
| Justice Society: World War II                               | 2024                  | Segundo filme da franquia Tomorrowverse. Estreou em 25 de fevereiro de 2024.                                                                   |
| The Lord of the Rings: The War of the Rohirrim              | 2025                  | Amostra de dez segundos do filme. Estreou em 1 de março de 2025.                                                                               |
| Metalocalypse: Army of the Doomstar                         | 2024                  | Estreou em 6 de abril de 2024. |
| Reign of the Supermen                                       | 2024                  | Estreou em 21 de abril de 2024. |
| Suicide Squad: Hell to Pay                                  | 2024                  | Estreou em 3 de março de 2024. |
| Superman: Brainiac Attacks                                  | 2023                  | Estreou em 17 de dezembro de 2023. |
| Superman: Doomsday                                          | 2024                  | Estreou em 6 de outubro de 2024. |
| Superman: Man of Tomorrow                                   | 2024                  | Primeiro filme da franquia Tomorrowverse. Estreou em 11 de fevereiro de 2024.                                                                  |
| Superman: Red Son                                           | 2024                  | Estreou em 7 de julho de 2024. |
| Superman: Unbound                                           | 2025                  | Estreou em 12 de janeiro de 2025. |
| Superman vs. The Elite                                      | 2024                  | Estreou em 8 de dezembro de 2024. |
| Superman/Batman: Apocalypse                                 | 2024                  | Estreou em 30 de junho de 2024. |
| Superman/Batman: Public Enemies                             | 2024                  | Estreou em 23 de junho de 2024. |
| Teen Titans: The Judas Contract                             | 2024                  | Estreou em 18 de fevereiro de 2024. |
| Teen Titans: Trouble in Tokyo                               | 2025                  | Estreou em 23 de fevereiro de 2025. |
| The Venture Bros.: Radiant Is the Blood of the Baboon Heart | 2024                  | Estreou em 2 de junho de 2024. |
| Wonder Woman: Bloodlines                                    | 2024                  | Estreou em 26 de maio de 2024. |